# Distrikt San Pablo (Mariscal Ramón Castilla)
Der Distrikt San Pablo liegt in der Provinz Mariscal Ramón Castilla der Region Loreto in Nordost-Peru. Der am 19. Oktober 1993 gegründete Distrikt hat eine Fläche von 5082 km². Beim Zensus 2017 wurden 12.388 Einwohner gezählt. Im Jahr 2007 lag die Einwohnerzahl bei 12.197. Verwaltungssitz ist die 95 m hoch am Südufer des Amazonas gelegene Kleinstadt San Pablo de Loreto mit 3635 Einwohnern (Stand 2017). San Pablo de Loreto liegt 66 km westsüdwestlich der Provinzhauptstadt Caballococha.

## Geographische Lage
Der Distrikt San Pablo liegt im peruanischen Amazonasgebiet zentral in der Provinz Mariscal Ramón Castilla. Der Amazonas durchquert den Distrikt in östlicher Richtung. Das Areal besteht überwiegend aus Regenwald.
Der Distrikt San Pablo grenzt im Westen an den Distrikt Pebas, im Osten an den Distrikt Ramón Castilla sowie im Süden an den Distrikt Yavarí.